# IBM Cluster
IBM Cluster — выпущенный в 1984 году программно-аппаратный комплекс, позволявший объединять в сеть компьютеры IBM PC, IBM PC/XT, IBM Portable PC и IBM PCjr. Один из компьютеров мог выполнять роль файлового сервера. Кроме того, компьютеры, входящие в сеть, могли обмениваться сообщениями и файлами.

## Состав и функции комплекса
Комплекс включал в себя программу IBM Cluster Program и одноплатные сетевые адаптеры IBM Cluster Adapter и IBM Cluster Attachment (для PCjr). Программное обеспечение устанавливалось на каждый компьютер и позволяло даже без сервера посылать электронные сообщения и файлы на другие компьютеры. Один из компьютеров IBM PC или PC/XT мог быть сконфигурирован как файловый сервер, на котором может храниться до 20 мегабайт информации. Часть хранилища являлась общедоступной, а другую часть клиенты могли использовать для хранения личных файлов. Одна из рабочих станций могла выполнять роль сервера печати, однако для отправки полученных с других компьютеров заданий на подключённый к ней принтер требовалось вмешательство оператора.

## Аппаратное обеспечение и требования к компьютерам в сети
Для организации сети использовалась шинная топология и сетевой протокол CSMA/CA. Скорость передачи данных составляла 375 килобод. Рабочие станции соединялись коаксиальным кабелем с сопротивлением 75 Ω, максимальная длина кабеля могла составлять до 1000 м, длина ответвлений к отдельным компьютерам — до 5 метров. Для подключения компьютеров к шине использовались T-коннекторы, которые должны были терминироваться на концах кабеля. Для подключения кабеля к сетевому адаптеру, установленному в компьютер использовался BNC-коннектор.
Для установки комплекса на клиентские компьютеры требовалось наличие DOS 2.1, 128 килобайт ОЗУ и 80-колоночного дисплея. Поскольку клиентская программа Cluster занимала от 20 до 40 килобайт памяти, для работы с прикладными приложениями, требующими наличия 128 килобайт ОЗУ, могло потребоваться расширение памяти. Кроме того, в компьютерах IBM PC должен был быть установлен ROM BIOS, выпущенный 27 октября 1982 года или позже. Для серверной конфигурации было необходимо 256 килобайт ОЗУ и как минимум один двусторонний дисковод или жёсткий диск. Для установки на компьютеры PCjr требовалось отключить внутренний модем, дополнительный дисковод и параллельный интерфейс принтера (если они присутствовали), поскольку в противном случае блок питания PCjr не мог обеспечить работу IBM Cluster Attachment.

## Совместимость с программным обеспечением
Работоспособность стороннего и даже выпускаемого IBM программного обеспечения в окружении Cluster не гарантировалась. Не могли использоваться программы, скомпилированные IBM Basic без специального пакета исправлений. Кроме того, многие популярные программы, такие как Multiplan 1.10, EasyWriter 1.10, Dow Jones Reporter 1.0, VisiCalc 1.2, pfs.REPORT 1.05 и pfs.FILE 1.05 не запускались напрямую с файлового сервера и работали лишь при их копировании на диск клиентского компьютера. Окружение Cluster поддерживали такие коммуникационные программы IBM как Asynchronous Communications Support 2.0, Binary Synchronous 3270 Emulation, SNA 3270 Emulation and RJE Support и IBM 3101 Emulation. Они требовали установки на компьютер минимум 256 килобайт памяти. Для написания стороннего ПО, совместимого с Cluster, предоставлялся API, который позволял отправлять файлы и сообщения.

## Позиционирование
Комплекс позиционировался IBM как недорогое решение для обмена информацией между компьютерами. Стоимость лицензии на программное обеспечение составляла $92, сетевого адаптера — $340 ($400 для PCjr). Кроме того, набор кабелей для соединения двух компьютеров стоил $110. Общая стоимость решения составляла $487 для рабочих станций на базе PC, PC/XT и PC Portable и $547 для PCjr. Он не рассматривался как полноценное решение для организации локальной компьютерной сети. Эту роль должны были выполнять такие комплексы, как IBM PC Network, с которыми IBM Cluster был несовместим. Прямыми конкурентами Cluster были Omninet от Corvus Systems и Netware/S от Novell.
В теории, Cluster поддерживал до 64 компьютеров, однако поскольку осуществление процессов ввода-вывода на сервере замедляло клиентские компьютеры (и наоборот, ввод-вывод на клиентских рабочих станциях негативно сказывался на производительности сервера), на практике в сеть могло быть без проблем объединено до 6 компьютеров, хотя некоторые маркетинговые рекомендации говорили о возможности обеспечить работу 20-25 пользователей. IBM также рекомендовала использовать жесткий диск сервера только как репозиторий программного обеспечения, из которого необходимые программы могли скачиваться на клиентские компьютеры.

## Оценки
Обзор Cluster был опубликован в августовском выпуске PC Tech Journal за 1984 год и имел в целом негативный тон. В ходе тестирования система не всегда работала стабильно: были отмечены ошибки доступа к области хранения личных файлов, недоступность общего диска для записи, а также один случай полной потери данных на файловом сервере. Производительность клиентских компьютеров значительно уменьшилась, в случае с PCjr настолько, что компьютер было практически невозможно использовать. Копирование файлов с дискеты на файловый сервер могло занимать вплоть до 30 минут. Кроме того, в обзоре этого журнала отмечались проблемы с документацией, не содержащей достаточно понятных инструкций по установке программного и аппаратного обеспечения, отсутствие возможности посылать сразу несколько файлов, ограничение в 512 байт на длину передаваемого сообщения, а также проблемы с совместимостью с прикладными программами. В целом Cluster был оценён как «непривлекательная альтернатива более дорогим, но значительно более мощным решениям сторонних производителей.